# (2410) Morrison
(2410) Morrison ist ein Asteroid des Hauptgürtels, der am 3. Januar 1981 vom amerikanischen Astronomen Edward L. G. Bowell an der Anderson Mesa Station (IAU Code 688) des Lowell-Observatoriums in Coconino County entdeckt wurde.
Benannt wurde der Asteroid nach dem an der University of Hawaii in Honolulu tätigen Astronomen David Morrison. Mit der Benennung wurden seine Forschungen über die radiometrischen Eigenschaften der Asteroiden im Infrarotbereich gewürdigt. Diese bildeten die Grundlage für die Unterscheidung der Oberflächenalbedo und Zusammensetzung der Asteroiden. Er erarbeitete darüber hinaus ein taxonomisches System der Asteroiden und der Verteilung der unterschiedlichen Typen innerhalb des Hauptgürtels.